# Relevant
Relevant est une commune française située dans le département de l'Ain en région Auvergne-Rhône-Alpes.

## Géographie

### Situation
Commune située dans la Dombes, à l'écart des grandes voies de communication, Relevant présente un territoire de forme oblongue de 3,5 km sur 7, orienté nord-sud, au relief très peu accentué et qui s'étend sur 1 238 hectares.

### Communes limitrophes
| Baneins                    |          | Châtillon-sur-Chalaronne |
|                            | Relevant |                          |
| Saint-Trivier-sur-Moignans |          | Sandrans                 |

### Climat
Pour des articles plus généraux, voir Climat d'Auvergne-Rhône-Alpes et Climat de l'Ain.
En 2010, le climat de la commune est de type climat océanique dégradé des plaines du Centre et du Nord, selon une étude du CNRS s'appuyant sur une série de données couvrant la période 1971-2000. En 2020, Météo-France publie une typologie des climats de la France métropolitaine dans laquelle la commune est dans une zone de transition entre le climat semi-continental et le climat de montagne et est dans la région climatique Bourgogne, vallée de la Saône, caractérisée par un bon ensoleillement (1 900 h/an), un été chaud (18,5 °C), un air sec au printemps et en été et des vents faibles.
Pour la période 1971-2000, la température annuelle moyenne est de 11,6 °C, avec une amplitude thermique annuelle de 18 °C. Le cumul annuel moyen de précipitations est de 904 mm, avec 9,9 jours de précipitations en janvier et 7,5 jours en juillet. Pour la période 1991-2020, la température moyenne annuelle observée sur la station météorologique de Météo-France la plus proche, sur la commune de Baneins à 4 km à vol d'oiseau, est de 12,7 °C et le cumul annuel moyen de précipitations est de 880,2 mm,. Pour l'avenir, les paramètres climatiques de la commune estimés pour 2050 selon différents scénarios d'émission de gaz à effet de serre sont consultables sur un site dédié publié par Météo-France en novembre 2022.

## Urbanisme

### Typologie
Au 1er janvier 2024, Relevant est catégorisée commune rurale à habitat dispersé, selon la nouvelle grille communale de densité à 7 niveaux définie par l'Insee en 2022.
Elle est située hors unité urbaine. Par ailleurs la commune fait partie de l'aire d'attraction de Châtillon-sur-Chalaronne, dont elle est une commune de la couronne,. Cette aire, qui regroupe 5 communes, est catégorisée dans les aires de moins de 50 000 habitants,.

### Occupation des sols
L'occupation des sols de la commune, telle qu'elle ressort de la base de données européenne d’occupation biophysique des sols Corine Land Cover (CLC), est marquée par l'importance des territoires agricoles (88,4 % en 2018), en diminution par rapport à 1990 (91,1 %). La répartition détaillée en 2018 est la suivante : 
terres arables (71,5 %), prairies (7,4 %), zones agricoles hétérogènes (6,4 %), eaux continentales (4,7 %), forêts (4,6 %), cultures permanentes (3,1 %), zones urbanisées (2,3 %).
L'évolution de l’occupation des sols de la commune et de ses infrastructures peut être observée sur les différentes représentations cartographiques du territoire : la carte de Cassini (XVIIIe siècle), la carte d'état-major (1820-1866) et les cartes ou photos aériennes de l'IGN pour la période actuelle (1950 à aujourd'hui).

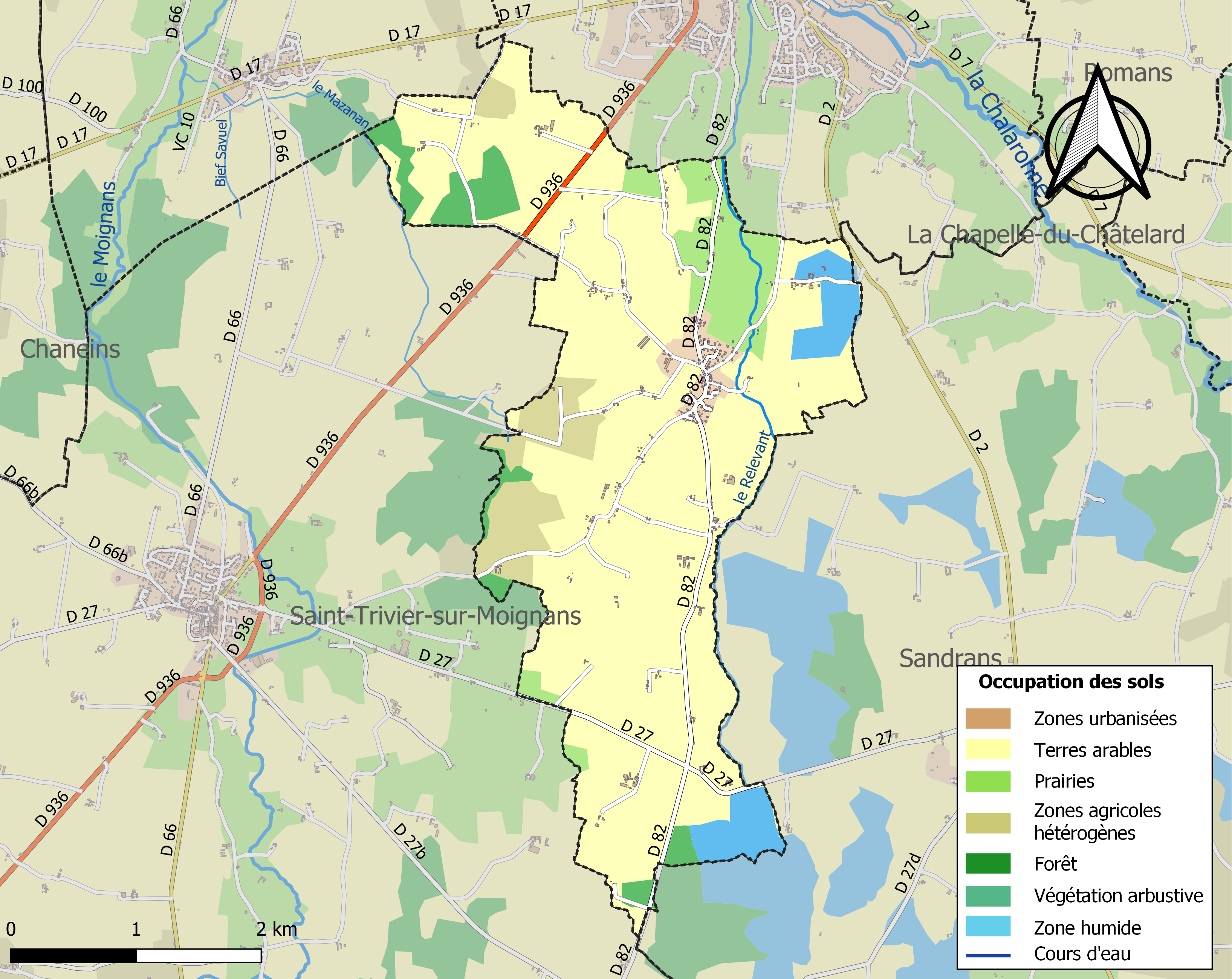
Carte des infrastructures et de l'occupation des sols de la commune en 2018 (CLC).

## Toponymie
Le nom de la commune est celui du cours d'eau la traversant.

## Histoire

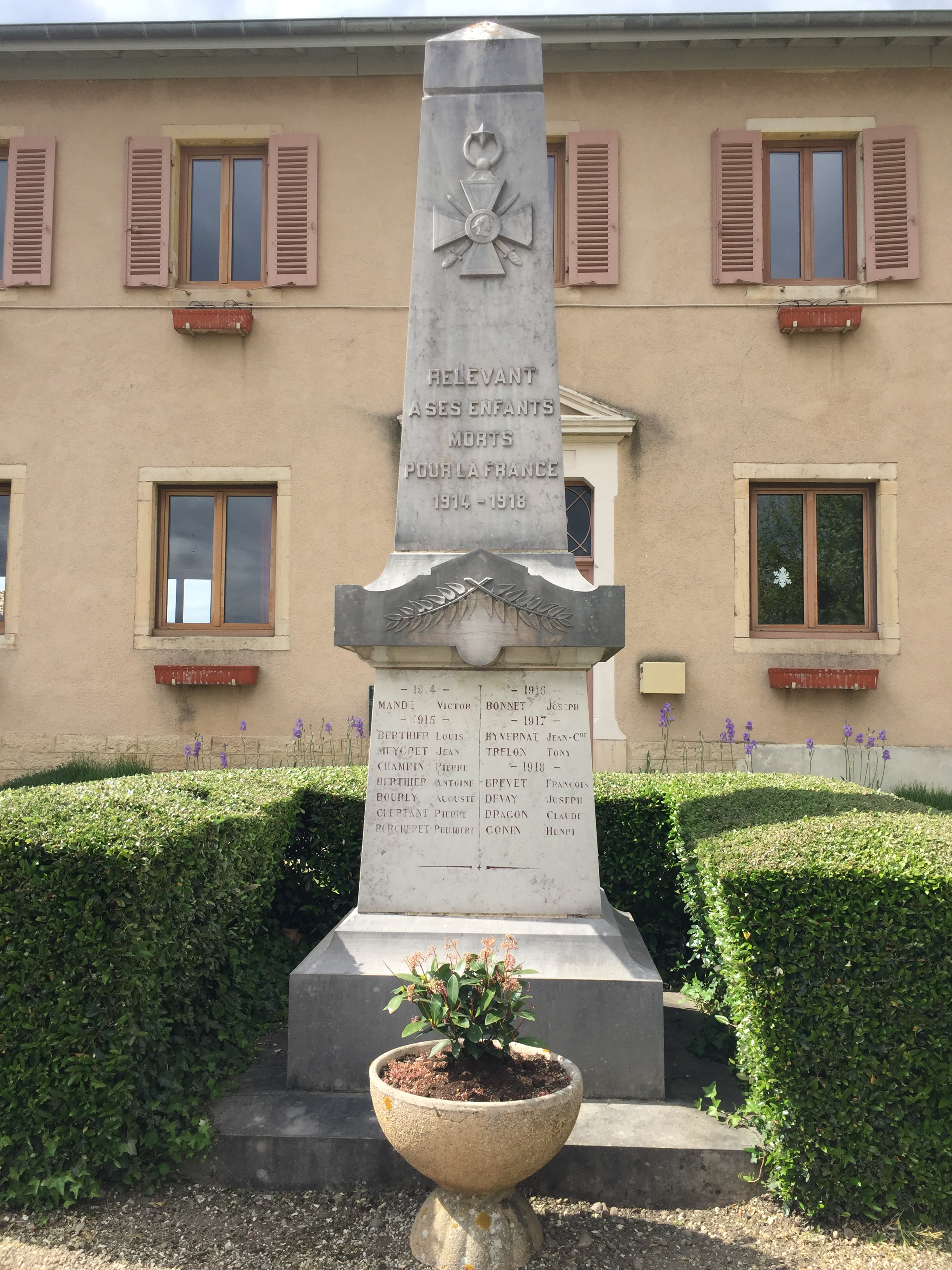
Le monument aux morts de Relevant.

La commune est créée par une loi du 3 juillet 1846 avec les hameaux de Saint-Cyr (détaché de Châtillon-sur-Chalaronne), de Saint-Christophe (détaché de Saint-Trivier-sur-Moignans) et d'une partie de celui de Béreins (lui-même rattaché à Saint-Trivier-sur-Moignans). Le chef-lieu est fixé à Saint-Cyr et la commune prend alors le nom du ruisseau la traversant.
Avant 2017, la commune faisait partie de la communauté de communes Chalaronne Centre.

### Les hameaux

#### Arbignieux
Fief possédé au commencement du XVe siècle par Amé de Bagié, seigneur de Béreins. Sa fille le porta en dot à Pierre de Brie, écuyer. Il passa, en 1596, à la famille des de Gonard, seigneurs de la Chassagne. Jean de Gonard le laissa à Françoise Bachet de Mézériat, sa femme, dont la fille d'un autre lit l'aliéna à Pierre de Corsant, bailli de Dombes, qui le fit unir à son comté de Béreins et de Baneins.

#### Le Bioley et les Hospitaliers
Domus del Bioley, versus le Bioles, Bioleis.
Le Bioley était, au XIIIe siècle, une maison de l’ordre de Saint-Jean de Jérusalem. En 1273, Jean des Planches, qui en était alors précenteur, transigea avec Guillaume de Dolures, au sujet d'un mas en dépendant.
Les Hospitaliers l'aliénèrent sans doute, car, en 1400, il était possédé par Amé de Bâgié, qui en avait reçu inféodation du comte de Savoie. Antoine de Bâgié, sa fille, le porta en dot à Pierre de Brie, écuyer, de la famille de Brie duquel il passa, vers 1556, à celle des de Gonard. Jean de Gonard laissa son fief de Bioley à Françoise Bachet de Meyzériat, sa femme, qui le transmit à Charlotte de Brie, sa fille d'un autre lit. Charlotte de Brie le vendit à Pierre de Corsant, qui le fit annexer à son comté de Béreins et de Baneins.

### Anecdote

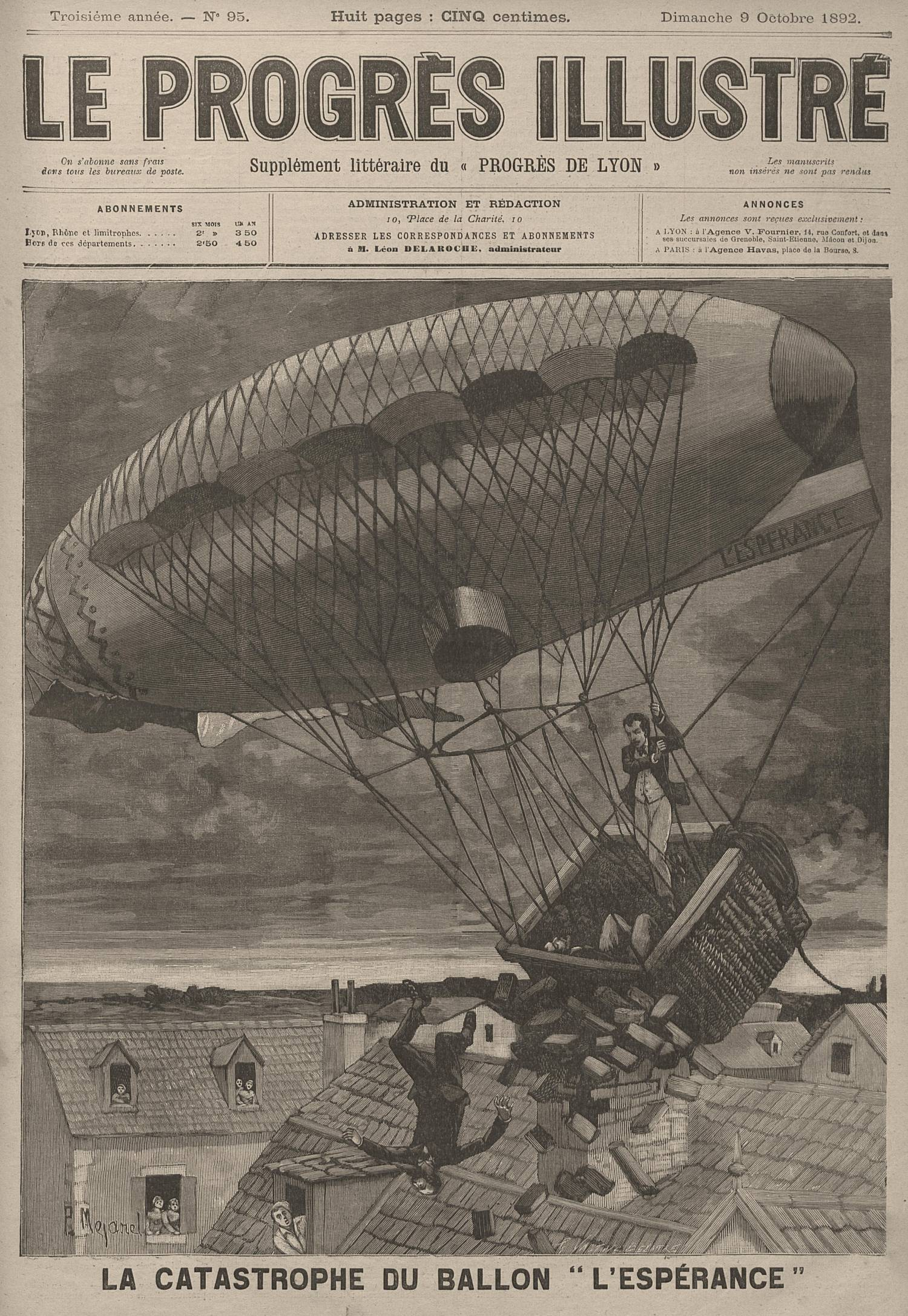
Chute de L’Espérance sur la ferme de Mont-de-Mangue.

Le 27 septembre 1892, l'aéronaute Jean-Claude Pompeïen-Piraud et l'astronome Charles André, directeur de l'observatoire de Lyon, s'envolent à bord du ballon L'Espérance pour réaliser des expériences sur l'électricité atmosphérique. Mais une heure après son décollage du parc de la Tête d'or, l'engin s'écrase sur la ferme de Mont-de-Mangue à Relevant, blessant André et Piraud.

## Politique et administration

### Découpage territorial
La commune de Relevant est membre de la communauté de communes de la Dombes, un établissement public de coopération intercommunale (EPCI) à fiscalité propre créé le 1er janvier 2017 dont le siège est à Châtillon-sur-Chalaronne. Ce dernier est par ailleurs membre d'autres groupements intercommunaux.
Sur le plan administratif, elle est rattachée à l'arrondissement de Bourg-en-Bresse, au département de l'Ain et à la région Auvergne-Rhône-Alpes. Sur le plan électoral, elle dépend du  canton de Villars-les-Dombes pour l'élection des conseillers départementaux, depuis le redécoupage cantonal de 2014 entré en vigueur en 2015, et de la quatrième circonscription de l'Ain  pour les élections législatives, depuis le dernier découpage électoral de 2010.

### Administration territoriale
Située dans l'arrondissement de Bourg-en-Bresse, la commune fait partie du canton de Saint-Trivier-sur-Moignans jusqu'en 2015, date à laquelle il est supprimé et intégré dans celui de Villars-les-Dombes.

### Administration municipale
Le nombre d'habitants au dernier recensement étant compris entre 100 et 499, le nombre de membres du conseil municipal est de 11.

#### Liste des maires
| Période   | Période   | Identité             | Étiquette | Qualité   |
| --------- | --------- | -------------------- | --------- | --------- |
| 1846      | 1865      | Claude-Benoît Auguet |           |           |
| 1865      | 1881      | Pierre Comby         |           |           |
| 1881      | 1912      | Joseph Devay         |           |           |
| 1912      | 1941      | Joseph Alban         | Rad.      |           |
| 1941      | 1945      | François Pillon      |           |           |
| 1945      | 1965      | Benoît Thouny        | Rad.      |           |
| mars 1965 | mars 1989 | Claudius Alban       | Rad.      |           |
| mars 1989 | mars 2014 | Lucien Poncet        |           |           |
| mars 2014 | En cours  | Christiane Curnillon | SE        | Retraitée |

## Population et société

### Démographie
L'évolution du nombre d'habitants est connue à travers les recensements de la population effectués dans la commune depuis 1793. Pour les communes de moins de 10 000 habitants, une enquête de recensement portant sur toute la population est réalisée tous les cinq ans, les populations de référence des années intermédiaires étant quant à elles estimées par interpolation ou extrapolation. Pour la commune, le premier recensement exhaustif entrant dans le cadre du nouveau dispositif a été réalisé en 2005.
En 2022, la commune comptait 467 habitants, en évolution de +0,86 % par rapport à 2016 (Ain : +5,15 %, France hors Mayotte : +2,11 %).
| 1793 | 1800 | 1806 | 1821 | 1831 | 1836 | 1846 | 1851 | 1856 |
| ---- | ---- | ---- | ---- | ---- | ---- | ---- | ---- | ---- |
| 152  | 130  | 96   | 156  | 161  | 161  | 382  | 392  | 398  |

| 1861 | 1866 | 1872 | 1876 | 1881 | 1886 | 1891 | 1896 | 1901 |
| ---- | ---- | ---- | ---- | ---- | ---- | ---- | ---- | ---- |
| 412  | 442  | 400  | 433  | 425  | 423  | 415  | 428  | 424  |

| 1906 | 1911 | 1921 | 1926 | 1931 | 1936 | 1946 | 1954 | 1962 |
| ---- | ---- | ---- | ---- | ---- | ---- | ---- | ---- | ---- |
| 416  | 401  | 364  | 359  | 334  | 327  | 269  | 272  | 308  |

| 1968 | 1975 | 1982 | 1990 | 1999 | 2005 | 2006 | 2010 | 2015 |
| ---- | ---- | ---- | ---- | ---- | ---- | ---- | ---- | ---- |
| 254  | 262  | 331  | 327  | 367  | 396  | 409  | 466  | 464  |

| 2020 | 2022 | - | - | - | - | - | - | - |
| ---- | ---- | - | - | - | - | - | - | - |
| 467  | 467  | - | - | - | - | - | - | - |

## Culture et patrimoine

### Lieux et monuments

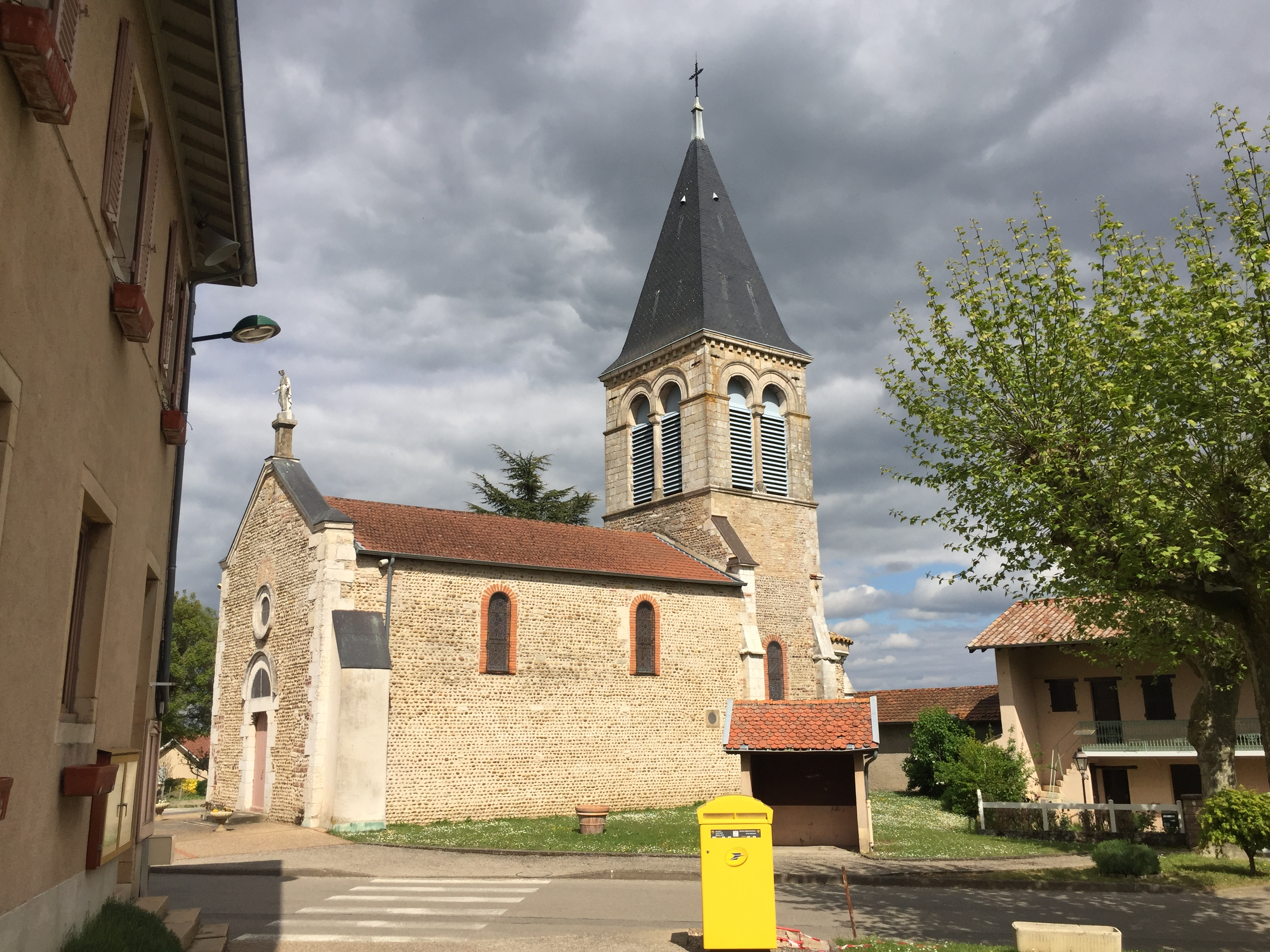
Vue de l'église de Relevant.

- L'église Saint-Cyr de Relevant est un édifice composite dont seule l'abside remonte à l'époque romane. Le chœur et la nef ont été remaniés au XVIIe siècle cependant que le clocher a été reconstruit après la Révolution. Le portail roman de la façade provient de l'ancienne église de Saint-Christophe, détruite en 1849.
- Les vestiges de la poype de Chanterelle, qui relevait du château de Baneins, se trouvent au nord de la commune.
- Motte dite « poype » de Chabonne dépendant du château de Baneins[24].
- Motte dite « poype » de Conflens dans la paroisse de Saint-Cirici, citée au début du XIVe siècle[24].